# FMいちのみや

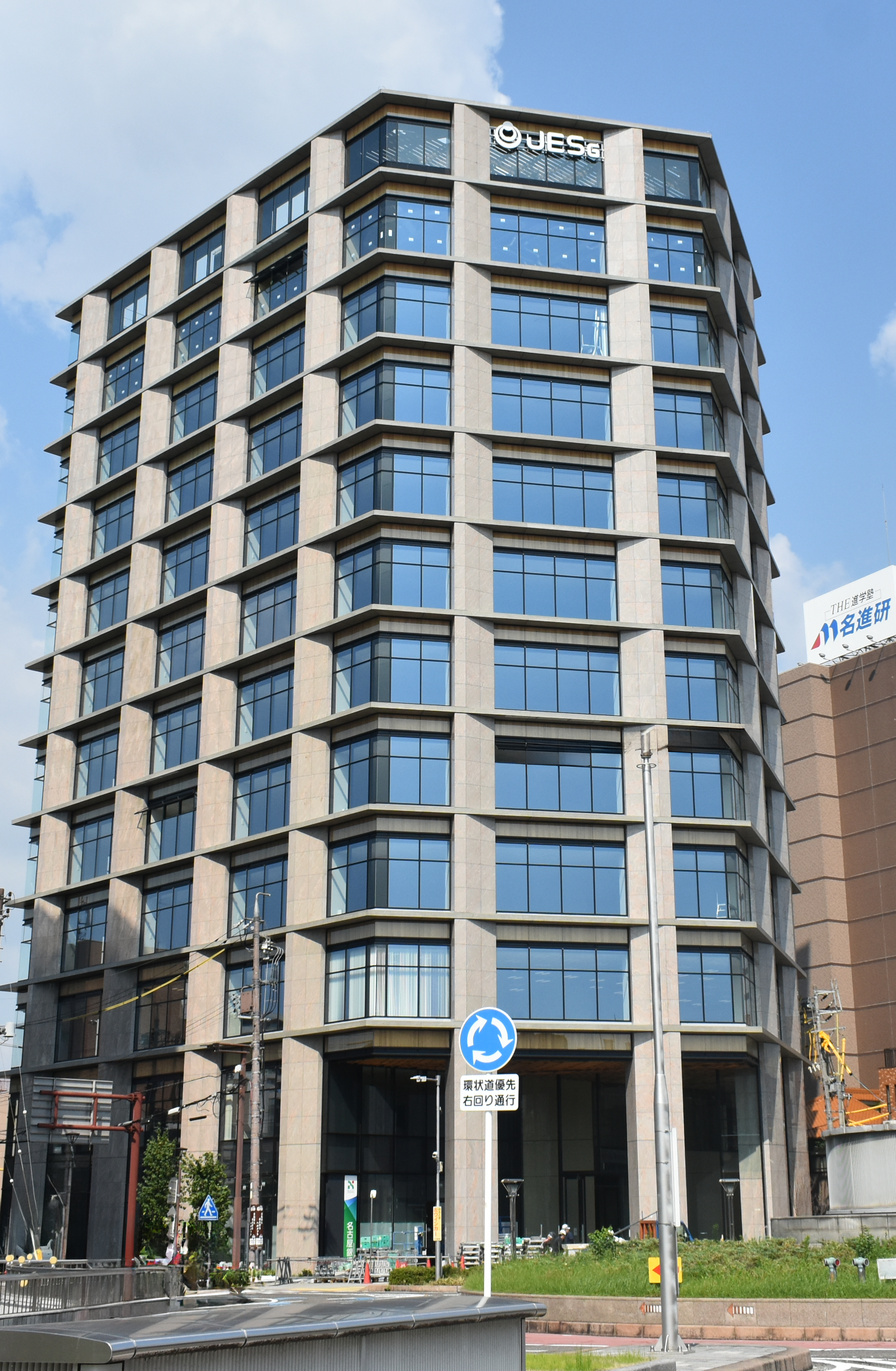
エフエムいちのみや社屋・演奏所が入居するJES一宮ビル
(2024年11月20日～)

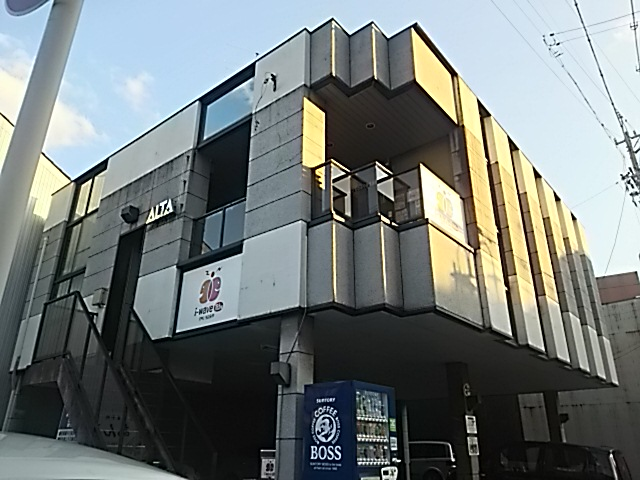
エフエムいちのみや旧社屋・演奏所
（2013年1月～2024年11月）

FMいちのみや株式会社（エフエムいちのみや）は、愛知県一宮市の一部地域を放送区域として超短波放送（FM放送）をする特定地上基幹放送事業者である。
i-wave 76.5 FM（アイウェーブ ななじゅうろくてんご エフエム）の愛称でコミュニティ放送をしている（社名であるFMいちのみやと併用する場合もある）。

## 概要
2009年（平成21年）より市民有志により準備会合を行い、会社設立以前よりミニFMやインターネットラジオを行っていた。
2013年（平成25年）1月23日13時38分（午後1時38分）開局。138は「いちのみや」の語呂合わせで、ツインアーチ138など以前から一宮市で親しまれている並びである。FMいちのみや設立準備委員会から局愛称決定までのドメイン名（138fm.com）にも含まれていた。開局特別番組にはつボイノリオらが出演。
周波数の76.5MHzは、名古屋市に2009年まで所在していた名古屋中エフエムラヂオ放送（FM DANVO→Transamerica）と同一である。
2015年5月1日よりJCBAインターネットサイマルラジオにてインターネット放送を実施している。
送信所は一宮市役所に設置。一宮市の市政情報番組も放送する。当初は旧庁舎上に送信所が設置されていたが、新庁舎への移転に伴い、2014年（平成26年）5月16日正午の停波後より移設工事を行い、試験放送の後5月20日より新庁舎から送信を再開した。
2024年11月20日。放送業務強靭化のため、事務所とスタジオを一宮市本町2丁目2番2号（JES一宮ビル4階）へ移転した。
マスコットキャラクターはななろっこ。

## 主な番組
2025年（令和7年）4月26日現在
自社制作番組
- モーニングi（月 - 金 7:00 - 10:00）
  -     - 広報一宮・市長メッセージ（第1週7:45-）
    - 一宮百景・百選アーカイブ（第2週目以降7:45-）
    - iの防災（8:50-）
    - 連区23（9:00-）
- アフタヌーンi（月 - 金 12:00 - 15:00）
  -     - 今日の給食なぁに（12:10-）
    - 会議所HOTニュース（13:40-）
    - Enjoy i Cooking（14:15-）
    - iの防災（14:10-）
    - 広報一宮・市長メッセージ（第1週14:24-）
    - おじゃまします765（17:30-）
- イブニングi　インフォメーション（月 - 金 17:00 - 18:00）
  -     - iの防災（17:20-）
- サルーテラジオ～全ての人に美しい健康を～（月 15:00 - 15:30）
- ヒラさんのみんなの民話（火 15:00 - 15:30）
- i-スポーツmix（水 19:00 - 19:30）
  - シトリンいちのみや[9]（第1・3週）
  - 東海NEXUS（第2・4週）
- インターアクト suported by 一宮北ロータリークラブ（水 19:30 - 20:00）
- びしゅうの放送室（第2・4水 20:00 - 20:30）
- PONG!BANG!RADIO（木 20:00 - 21:00）
- おつまみイヴニング（金 18:00 - 18:30）
- 最古でサイコー～マブフラアネックス～（金 18:30 - 19:00）
- 山内果奈・野田典嗣の目醒めよ日夲人!!（金 19:00 - 19:30）
- Marbling Friday（金 19:30 - 20:00）
- ＃おじらじお（金 20:00 - 21:00）
- ラジ和尚 presents えしんりょうけんゆうの住職 de SHOW!!（金 21:00 - 21:30）
- シンタとケンジの秘密基地ゴールドDX（第1金 22:00 - 23:00）
- プレミアム インタビュー ～尾信と共～（土 11:30 - 12:00）※2週目以降再放送
- ウィークエンドiサタデー（土 12:00 - 14:00）
  -     - i-ユースNEXT（12:00-）
    - 一宮百景・百選（12:15-）
    - ウィークリーいちのみやシティ（第2・4土曜12:49-）
    - サタデー☆プロモーション～愛子におまかせ～（第1・3土曜12:49-）
- 連区23（日 8:30 - 10:00）
- ラジオ御用聞き 高田院長の「なんでもきいてちょ!」（木曜14:30 - 15:00、［再放送］第1日曜 10:45 - 11:00）
- 市政情報
  - 知っトク!いちのみや[10]（月 - 金 7:30・12:30・17:30／放送後、一宮市役所のホームページ上に公開される。）
  - 一宮市議会定例会一般質問（収録）（不定期・土日のmusic-iの時間帯を中心に放送される。）

他局制作番組
- ケニー大倉のポップンロールコレクション（毎週木 18:00 - 19:00・調布FM放送制作）
- アニメレディオ（毎週金 19:00 - 19:30・ぎのわんシティFM制作）
- SPACE SHOWER RADIO（毎週金 19:30 - 20:00・FM-JAGA制作）
- 竹本孝之Song for TOMORROW（毎週金 21:00 - 21:30・調布FM放送制作）

備考
上記の時間帯以外は「music-i」として音楽放送を行う。また、毎年7月末のおりもの感謝祭一宮七夕まつり開催時期には特別編成が組まれ、放送時間の拡大や屋外からの放送、普段は放送のない日曜日の放送が行われている。
毎週日曜深夜25:00（月曜1:00）- 28:00（同4:00）はメンテナンスによる放送休止となる。